# Kedu (köping i Kina)
Kedu (kinesiska: 克度, 克度镇) är en köping i Kina. Den ligger i provinsen Guizhou, i den sydvästra delen av landet, omkring 110 kilometer söder om provinshuvudstaden Guiyang. Antalet invånare är 17195. Befolkningen består av 8 354 kvinnor och 8 841 män. Barn under 15 år utgör 31 %, vuxna 15-64 år 56 %, och äldre över 65 år 11,0 %.